# Qian'an
Pour les articles homonymes, voir Qian'an (homonymie).
Qian'an (迁安 ; pinyin : Qiān'ān) est une ville de la province du Hebei en Chine. C'est une ville-district placée sous la juridiction de la ville-préfecture de Tangshan.

## Démographie
La population du district était de 648 197 habitants en 1999.